# Cativa-proces
Het Cativa-proces is een chemisch proces ter productie van azijnzuur, door de carbonylering van methanol. De methode is gelijkaardig als die bij het Monsanto-proces en werd ontwikkeld door BP Chemicals. Het proces vereist een katalysator op basis van iridium, zoals het complex [Ir(CO)2I2]−.
Oorspronkelijk onderzoek toonde aan dat rodium betere katalytische eigenschappen bezit voor de carbonylering, maar latere studies wezen uit dat een combinatie van iridium en ruthenium de katalytische eigenschappen van rodium overtreffen. Bovendien zorgde het gebruik van iridium ervoor dat er in de reactie minder water moest verbruikt worden, hetgeen het aantal droogstappen achteraf sterk reduceerde. Daarnaast werd de vorming van nevenproducten, zoals propionzuur, vermeden.
Het totaalproces komt neer op:
{\displaystyle \mathrm {CH_{3}OH+CO\longrightarrow CH_{3}COOH} }

## Procesverloop
De katalytische cyclus van het proces start met de oxidatieve additie van methyljodide aan het vierkant planaire iridiumcomplex (1) tot het octaëdrische complex (2), het fac-isomeer van [Ir(CO)2(CH3)I3]−. Na de uitwisseling van een van de jodide-liganden voor koolstofmonoxide ontstaat een fac-carbonylcomplex (3). Een van de carbonylliganden migreert en wordt geïnsereerd in de iridium-methylbinding. Zodoende ontstaat een vierkant piramidaal iridium-acetylcomplex (4). Door reactie met het eerder afgesplitste jodide-ion ontstaat acetyljodide, dat door water wordt gehydrolyseerd tot azijnzuur. Het hierbij ontstane waterstofjodide regenereert methyljodide uit methanol. Ook het initiële iridium-complex wordt door de reductieve eliminatie herwonnen.